# Francisco Tárrega
Pour les articles homonymes, voir Tàrrega (homonymie).
 (mars 2019).
Francisco Tárrega (21 novembre 1852 à Vila-real, Espagne - 15 décembre 1909 à Barcelone, Espagne) est un guitariste et un compositeur espagnol. Il est l'un des guitaristes les plus influents dans le monde et il est considéré comme le père de la guitare classique moderne.

## Biographie

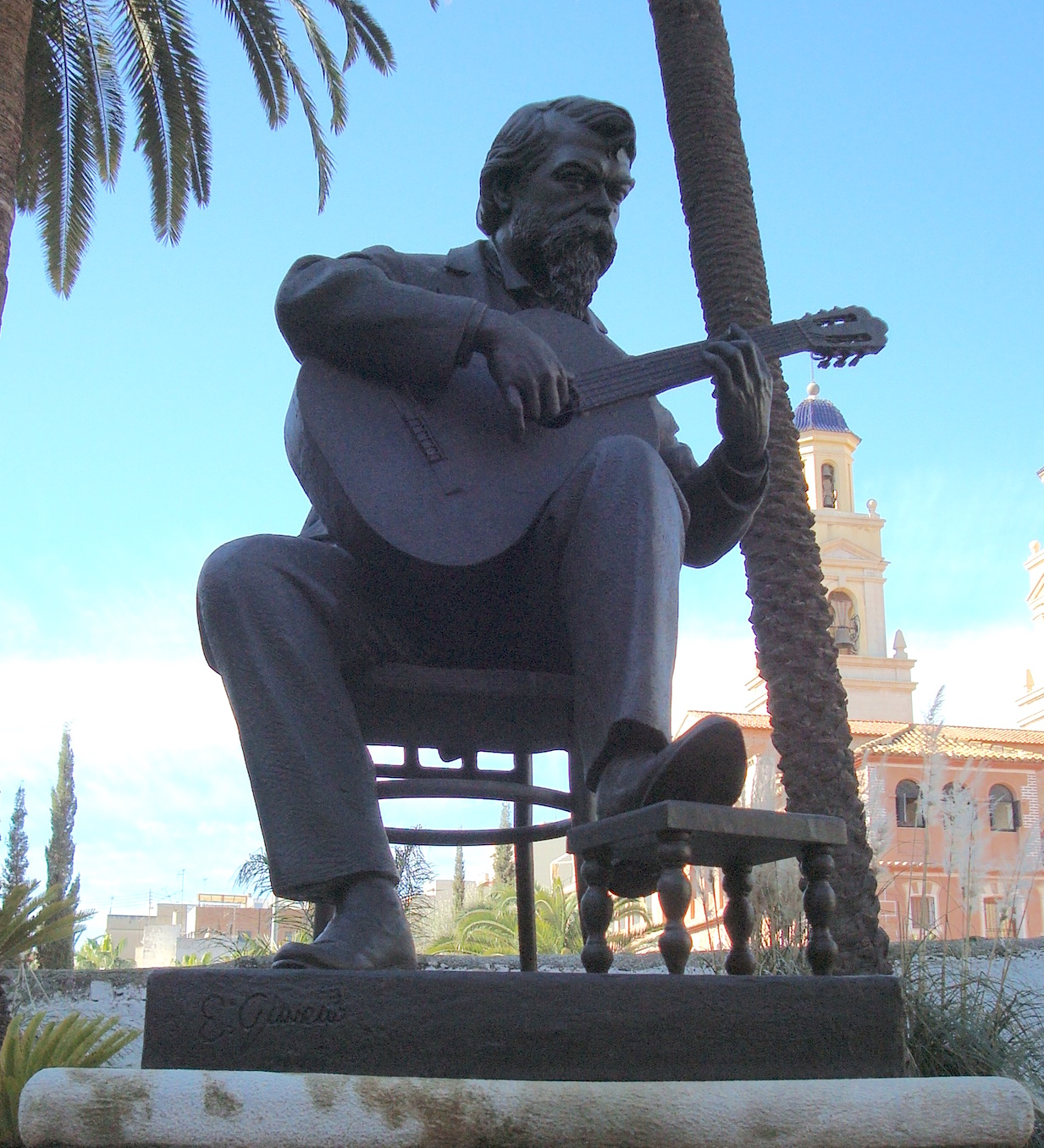
Monument Francisco Tárrega à Villarreal

Francisco Tárrega naît le 21 novembre 1852 à Vila-real, dans la province de Castellón en Espagne. Son père, Francisco Tárrega Tirado, est huissier, sa mère, Antonia Eixea, meurt alors que Francisco est très jeune. Francisco tombe dans un canal d'irrigation dans sa prime jeunesse, de quoi s'ensuit une altération définitive de sa vue. Partiellement à cause de cet accident, la famille déménage à Castellón de la Plana et l'inscrit en classe de musique. Ses deux premiers professeurs de musique, Eugeni Ruiz et Manuel Gonzalez, sont aveugles.
En 1862, le concertiste Julián Arcas, en tournée à Castellón, entend parler du talent du jeune Francisco et conseille à son père de l'autoriser à venir à Barcelone étudier avec lui. Le père de Tárrega accepte, mais insiste pour que son fils prenne également des leçons de piano. La guitare est alors perçue comme un instrument d'accompagnement pour les chanteurs, alors que le piano est très en vue à travers l'Europe. Cependant, Tárrega doit arrêter ses leçons peu de temps après quand Arcas part pour une tournée de concerts à l'étranger. 
Francisco Tárrega, seulement âgé de 10 ans, fugue et essaye de commencer une carrière musicale de son propre chef dans les cafés et restaurants de Barcelone. Il est bientôt retrouvé et ramené à son dévoué père, lequel accepte de grands sacrifices pour faire progresser l'éducation musicale de son fils.
Trois ans plus tard, en 1865, il fugue pour Valence, où il rejoint un groupe de bohémiens. Son père le recherche et le ramène à la maison une fois de plus, mais il fugue une troisième fois, encore à Valence. Au début de son adolescence, Tárrega est bon musicien aussi bien à la guitare qu'au piano. Il joue un temps avec d'autres musiciens lors d'événements locaux pour gagner de l'argent, mais rentre par la suite à la maison afin d'aider sa famille.
Tárrega entre au conservatoire de Madrid en 1874, sous le mécénat d'un riche marchand du nom d'Antonio Canesa. Il amène avec lui une guitare récemment acquise, fabriquée à Séville par Antonio de Torres. Les qualités sonores supérieures de cet instrument l'inspirent, tant pour l'interprétation que pour son potentiel créatif. Au conservatoire, Tárrega étudie la composition avec Emilio Arrieta, qui le convainc de se focaliser sur la guitare et d'abandonner l'idée d'une carrière de pianiste.
À la fin des années 1870, Tárrega enseigne la guitare (Emilio Pujol et Miguel Llobet figurent parmi ses élèves) et donne régulièrement des concerts. Tárrega rencontre beaucoup de succès pour son interprétation et commence à voyager dans d'autres régions d'Espagne pour se produire. C'est alors qu'il compose ses premières œuvres pour guitare, en plus de jouer celles d'autres compositeurs.
Durant l'hiver 1880, Tárrega remplace son ami Luis de Soria pour un concert à Novelda, dans la province d'Alicante, où un notable lui demande d'écouter sa fille, María José Rizo, qui apprend à jouer de la guitare. Francisco Tárrega se fiance bientôt avec elle.
En 1881, Tárrega prend part en France aux manifestations organisées pour le bicentenaire de la mort de Pedro Calderón de la Barca, à l'Opéra de Lyon et, le 25 mai 1881, au Théâtre de l'Odéon à Paris, où il joue notamment sa Fantasía española (Fantaisie espagnole), en présence de l'ancienne reine d'Espagne Isabelle II et de l'ambassadeur d'Espagne à Paris.
Il joue également à Londres, mais n'y apprécie ni la langue ni le climat. Il existe une anecdote à propos de sa visite en Angleterre. Après un concert, quelques personnes remarquent que le maestro a l'air mélancolique. « Qu'est-ce qui se passe ? » lui demandent ces gens. « Votre pays vous manque-t-il ? Votre famille, peut-être ? », ils lui conseillent de projeter cet instant de tristesse dans sa musique. Ainsi il conçoit le thème d'une de ses œuvres les plus mémorables, Lágrima (Larme). Après avoir joué à Londres, il retourne à Novelda pour son mariage, à Noël 1885, avec María José Rizo.
Il commence bientôt à transcrire des œuvres pour piano de Beethoven, Chopin, Mendelssohn, Albéniz et d'autres pour élargir le répertoire musical de la guitare, mettant à profit sa connaissance considérable des musiques pour clavier. Tárrega et sa femme déménagent pour Madrid, gagnant leur vie en donnant des cours particuliers et se produisant en concerts, mais après la mort de leur jeune fille, Maria Josefa, ils s'installent de manière permanente à Barcelone en 1885. Parmi ses amis à Barcelone figurent Isaac Albéniz, Enrique Granados, Joaquín Turina et Pablo Casals.
Peu après une tournée de concerts à Valence, Tárrega rencontre une riche bienfaitrice, Concepción Gómez de Jacoby, qui devient son mécène. Elle l'autorise ainsi que sa famille à occuper une partie de sa maison à Barcelone. Elle le fait aller à Grenade, qui inspire plus tard au compositeur son fameux Recuerdos de la Alhambra (Souvenirs de l'Alhambra), qu'il dédie d'abord, en 1899, à Concepción de Jacoby et plus tard à son ami Alfred Cottin, un Français qui lui organise ses concerts à Paris.
En 1900 Tárrega visite Alger, où il entend un rythme répétitif sur un tambour arabe. Le matin suivant, il compose sur ce rythme sa fameuse Danza Mora (Danse maure).
Depuis la fin des années 1880 jusqu'en 1903, Tárrega continue de composer, mais limite ses concerts à l'Espagne. Vers 1902, il se coupe les ongles pour créer une sonorité qui devient typique des guitaristes associés à son école. L'année suivante, il vient en tournée en Italie, donnant des concerts à grand succès à Rome, Naples, et Milan.
En janvier 1906, il est affecté d'une paralysie du côté droit, et bien qu'il retrouve par la suite son niveau de concertiste, il ne récupère jamais complètement. Il finit son dernier travail, Oremus, le 2 décembre 1909. Il meurt treize jours plus tard à Barcelone, le 15 décembre 1909.

## Style musical
En tant que compositeur, Tárrega est conservateur, confinant son style aux tendances générales de la seconde moitié du XIXe siècle. En tant que virtuose sur son instrument, il est connu comme « le Sarasate de la guitare ».
Tárrega est considéré comme le créateur des bases de la guitare classique du XXe siècle et réputé avoir accru l'intérêt pour la guitare en tant qu'instrument de récital. Andrés Segovia utilise beaucoup d'œuvres techniques et de compositions de Tárrega pour les jouer en concert à travers l'Europe.
Tárrega préfère les petites auditions intimes lors des étapes de tournée. Certains pensent que c'est parce qu'il joue sans ongles, ce qui est requis pour avoir plus de volume. D'autres disent que c'est lié au traumatisme subi durant son enfance.

## Compositions
La musique et le style de Francisco Tárrega deviennent très influents dans le XXe siècle. Il joue un rôle majeur  pour établir la guitare comme un instrument soliste dans les récitals et concerts. L'ensemble de son œuvre contient 78 pièces originales et 120 transcriptions – principalement à usage personnel – de grands classiques. Parmi ses plus populaires œuvres pour guitare figurent : Recuerdos de la Alhambra, Capricho Árabe et Danza Mora. Tárrega arrange pour la guitare des pièces d'autres compositeurs, notamment de Ludwig van Beethoven, Frédéric Chopin et Felix Mendelssohn.
Il est aussi le compositeur de ce qui a été proclamé, à la fin du XXe siècle, « la musique au monde probablement la plus écoutée » : la sonnerie des téléphones mobiles Nokia, aussi utilisée dans des spots publicitaires, basée sur son œuvre pour guitare seule Gran Vals. En 1984, sa musique inspire aussi Mike Oldfield, dont l'instrumental Etude, extrait de l'album The Killing Fieds, est basé sur les trémolos de Tárrega dans la pièce pour guitare seule Recuerdos de la Alhambra. La mélodie de la chanson Bon Anniversaire, quoique créditée à Louiguy, est également issue de la plume de Francisco Tárrega dans la Pavane en mi majeur de sa 2e suite. 
De la même manière que quelques-uns de ses contemporains espagnols, tel son ami Isaac Albéniz, il attache de l'intérêt à combiner la tendance romantique dominante en musique classique avec les éléments populaires espagnols, et transcrit quelques pièces pour piano d'Albéniz (notamment Asturias) pour guitare. Le compositeur et guitariste contemporain Angelo Gilardino écrit que les neuf préludes de Tárrega sont « … le plus profond de la pensée musicale de Tárrega dans sa forme la plus ténue ».
En 2015, l'altiste italien Marco Misciagna publie ses arrangements pour alto seul de Tango, de Capricho Árabe et de Recuerdos de la Alhambra.

## Hommage
Est nommé en son honneur (5058) Tarrega, un astéroïde de la ceinture principale découvert en 1987.

## Album
- Duo Imbesi Zangarà, Tocando en Dos  works by Julian Arcas, Francisco Tarrega, Dionisio Aguado, performed by Carmelo Imbesi e Carmen Zangarà, Classical Music 3.0, 2022